# Lieberose
Lieberose es un municipio situado en el distrito de Dahme-Bosque del Spree, en el estado federado de Brandeburgo (Alemania), a una altitud de 50 metros. Su población a finales de 2016 era de unos 1300 habs. y su densidad poblacional, 20 hab/km².